# Sierżant Bilko
Sierżant Bilko (ang. Sgt. Bilko) – amerykańska komedia z 1996 roku, oparta na serialu telewizyjnym z lat 1955–1959.

## Główne role
- Steve Martin – sierżant Ernest G. Bilko
- Dan Aykroyd – pułkownik John T. Hall
- Phil Hartman – major Colin Thorn
- Glenne Headly – Rita Robbins
- Daryl Mitchell – starszy szeregowy Walter T. Holbrook
- Max Casella – szeregowy Dino Paparelli
- Eric Edwards – szeregowy Duane Doberman
- Dan Ferro – szeregowy Tony Morales